# Streptofyty
Streptophyta (česky někdy streptofyty) je označení pro vývojovou větev rostlin, která zahrnuje vyšší rostliny, parožnatky a jejich nejbližší příbuzné (Mesostigmatophyceae, Klebsormidiophyceae, Coleochaetophyceae, Zygnemophyceae). Jedná se o počtem druhů největší skupinu zelených rostlin vůbec. Vyznačují se tylakoidy uspořádanými v grana, otevřenou mitózou s dělicím vřeténkem a existencí fragmoplastu. Mimoto je pro všechny streptofytní řasy charakteristické, že jde vždy o primárně sladkovodní druhy.

## Evoluce
Druhově početná je zejména skupina tzv. vyšších rostlin (Embryophyta). Zbylé rostliny vývojové linie Streptophyta jsou vyšším rostlinám blízce příbuzné řasy (tyto řasy samotné jsou někdy také označované jako Streptophytina nebo Charophyta), ty však představují druhově chudší a početně vzácnější skupinu streptofyt.
Zbývající zelené rostliny (tzn. zelené řasy, které nejsou řazené mezi Streptophyta, ale do monofyletické skupiny Chlorophyta sensu stricto) byly naopak původně pouze mořské. Některé skupiny této vývojové linie (jako např. zelenivky) si však evolučně později také vyvinuly schopnost růstu ve sladkých vodách a předpokládá se, že právě rozvoj těchto pozdějších skupin řas ve sladkých vodách z velké části potlačil početnost a druhovou pestrost řas ze skupiny Streptophyta. K tomuto úbytku Streptophyt však mělo dojít až v období křídy, velmi dlouho poté, co se ze společných předků streptophytních řas měly úspěšně vyvinout první vyšší rostliny a následně kolonizovat pevninu.

## Hlavní skupiny
Vedle nejpočetnější skupiny vyšších rostlin (Embryophyta), vyčleňované zpravidla jako samostatná podtřída (tedy formálně o několik taxonomických úrovní výše), se do streptofyt řadí tyto třídy zelených řas:
- Coleochaetophyceae – mnohobuněčné sladkovodní řasy s diskovitou nebo rozvětveně vláknitou stélkou;
- Charophyceae – parožnatky, mnohobuněčné sladkovodní řasy s přesličkovitě vyhlížející stélkou;
- Chlorokybophyceae – půdní řasy, tvořící sarcinoidní kolonie (trojrozměrné balíčky několika oválných buněk);
- Klebsormidiophyceae – nepočetná skupina půdních, případně sladkovodních řas, jejichž buňky tvoří nevětvená vlákna;
- Mesostigmatophyceae – zahrnuje sladkovodní řasy, a to jak jednobuněčné, volně pohyblivé, tak i primitivně vláknité, se společnou buněčnou stěnou bez plazmodezmat;
- Zygnematophyceae – spájivky, zahrnující sladkovodní řasy, které mohou být jednobuněčné, tvořit vícebuněčné kokální kolonie, tak i vláknité, primitivně mnohobuněčné stélky.

## Fylogenetický strom

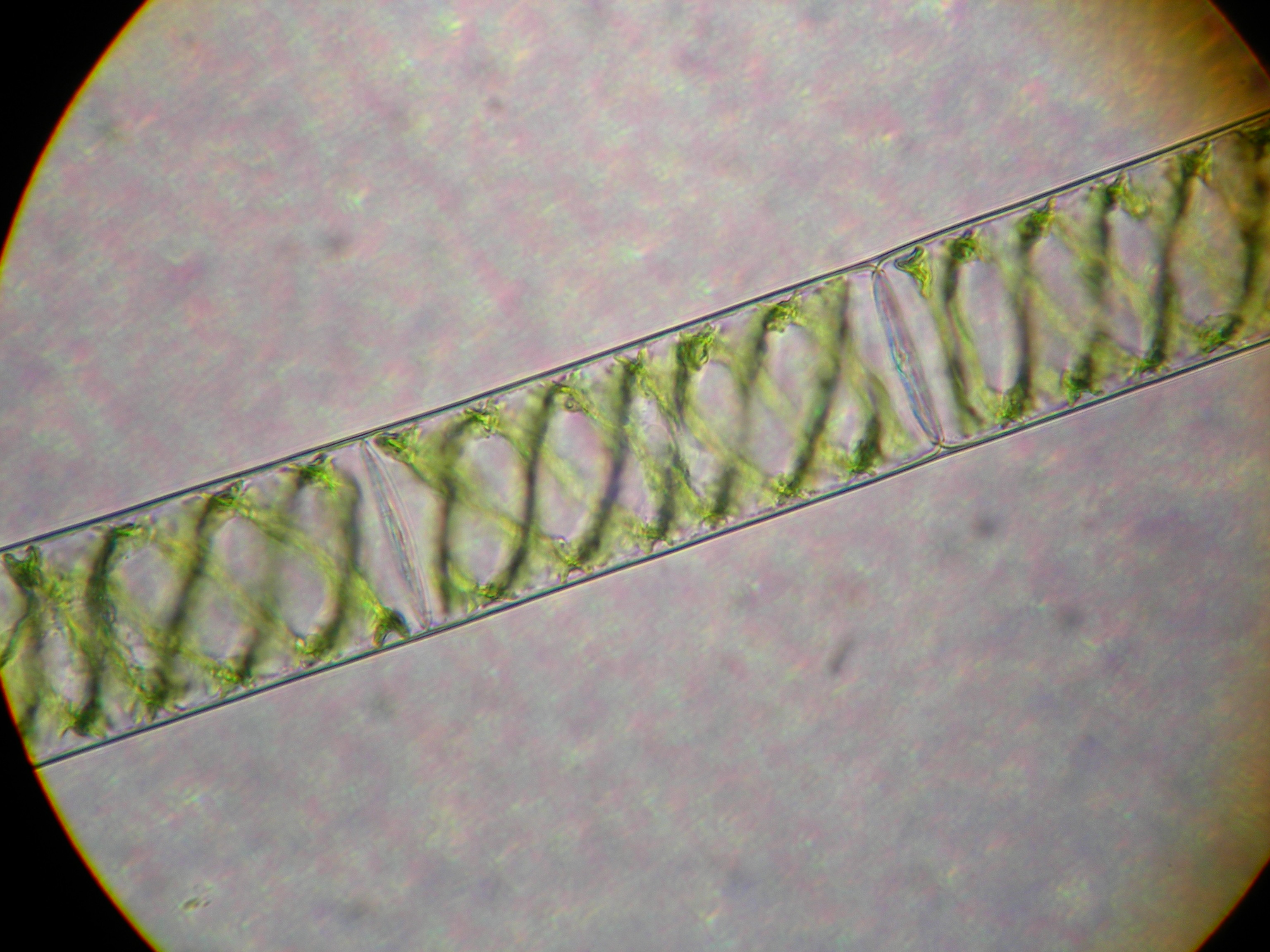
Spirogyra z řádu Zygnematales

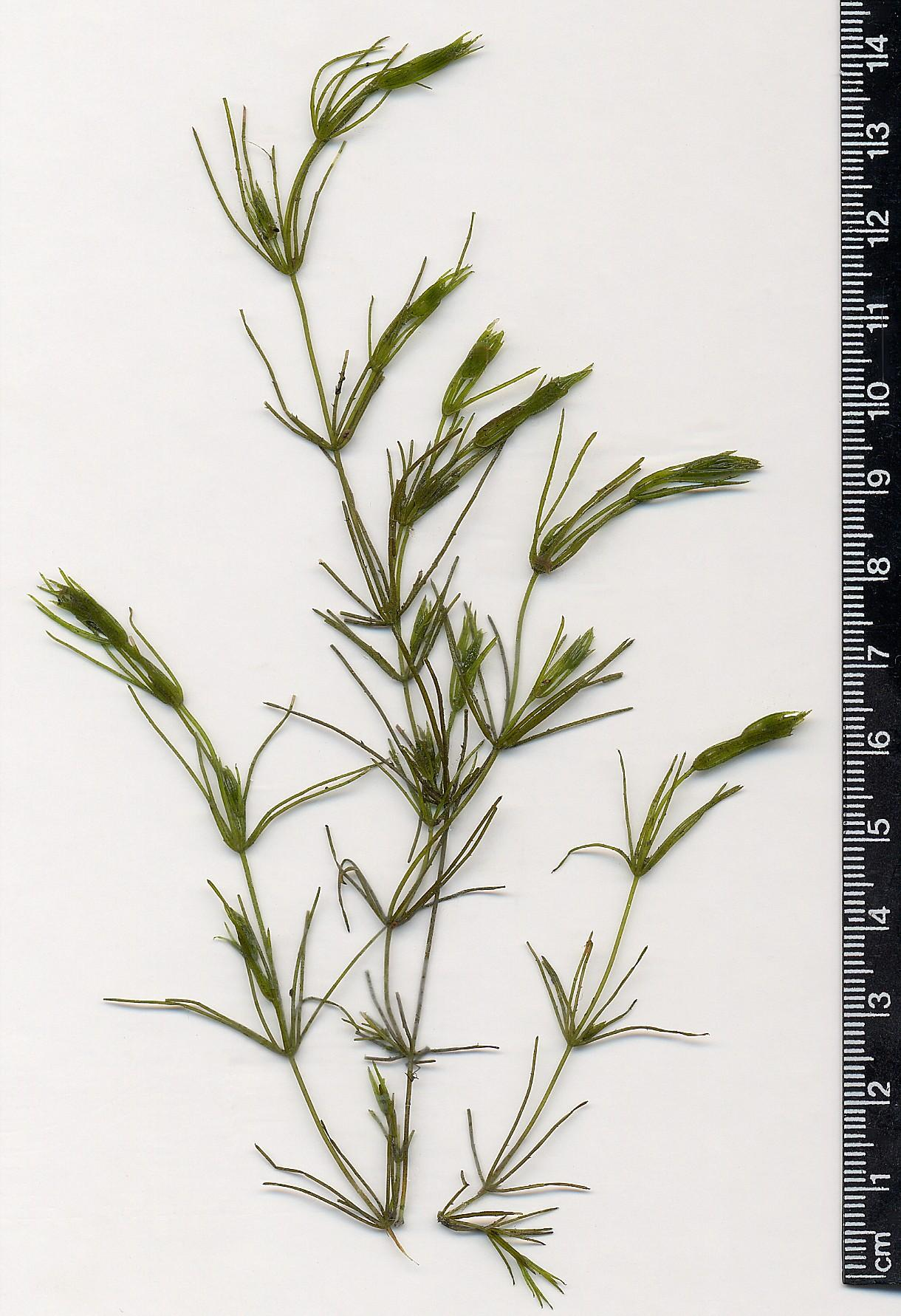
Chara globularis z řádu Charales

Skutečný fylogenetický strom vývojové linie Streptophyta se neobejde bez vývojové větve vyšších rostlin, protože zbytek streptofyt (někdy označovaný jako Charophyta) je parafyletická skupina. Příbuzenské vztahy podle dnešních (2022) názorů vypadají takto:
|  | Chlorokybophyceae   |
|  |                     |
|  | Mesostigmatophyceae |
|  |                     |

|             | Coleochaetophyceae                                               |
|             |                                                                  |
| Anydrophyta | \| \| Zygnematophyceae \| \| \| \| \| \| Embryophyta \| \| \| \| |
|             | \| \| Zygnematophyceae \| \| \| \| \| \| Embryophyta \| \| \| \| |
|             | Zygnematophyceae                                                 |
|             |                                                                  |
|             | Embryophyta                                                      |
|             |                                                                  |

|  | Zygnematophyceae |
|  |                  |
|  | Embryophyta      |
|  |                  |

|             | Coleochaetophyceae                                               |
|             |                                                                  |
| Anydrophyta | \| \| Zygnematophyceae \| \| \| \| \| \| Embryophyta \| \| \| \| |
|             | \| \| Zygnematophyceae \| \| \| \| \| \| Embryophyta \| \| \| \| |
|             | Zygnematophyceae                                                 |
|             |                                                                  |
|             | Embryophyta                                                      |
|             |                                                                  |

|  | Zygnematophyceae |
|  |                  |
|  | Embryophyta      |
|  |                  |

|             | Coleochaetophyceae                                               |
|             |                                                                  |
| Anydrophyta | \| \| Zygnematophyceae \| \| \| \| \| \| Embryophyta \| \| \| \| |
|             | \| \| Zygnematophyceae \| \| \| \| \| \| Embryophyta \| \| \| \| |
|             | Zygnematophyceae                                                 |
|             |                                                                  |
|             | Embryophyta                                                      |
|             |                                                                  |

|  | Zygnematophyceae |
|  |                  |
|  | Embryophyta      |
|  |                  |

|             | Coleochaetophyceae                                               |
|             |                                                                  |
| Anydrophyta | \| \| Zygnematophyceae \| \| \| \| \| \| Embryophyta \| \| \| \| |
|             | \| \| Zygnematophyceae \| \| \| \| \| \| Embryophyta \| \| \| \| |
|             | Zygnematophyceae                                                 |
|             |                                                                  |
|             | Embryophyta                                                      |
|             |                                                                  |

|  | Zygnematophyceae |
|  |                  |
|  | Embryophyta      |
|  |                  |

|  | Chlorokybophyceae   |
|  |                     |
|  | Mesostigmatophyceae |
|  |                     |

|             | Coleochaetophyceae                                               |
|             |                                                                  |
| Anydrophyta | \| \| Zygnematophyceae \| \| \| \| \| \| Embryophyta \| \| \| \| |
|             | \| \| Zygnematophyceae \| \| \| \| \| \| Embryophyta \| \| \| \| |
|             | Zygnematophyceae                                                 |
|             |                                                                  |
|             | Embryophyta                                                      |
|             |                                                                  |

|  | Zygnematophyceae |
|  |                  |
|  | Embryophyta      |
|  |                  |

|             | Coleochaetophyceae                                               |
|             |                                                                  |
| Anydrophyta | \| \| Zygnematophyceae \| \| \| \| \| \| Embryophyta \| \| \| \| |
|             | \| \| Zygnematophyceae \| \| \| \| \| \| Embryophyta \| \| \| \| |
|             | Zygnematophyceae                                                 |
|             |                                                                  |
|             | Embryophyta                                                      |
|             |                                                                  |

|  | Zygnematophyceae |
|  |                  |
|  | Embryophyta      |
|  |                  |

|             | Coleochaetophyceae                                               |
|             |                                                                  |
| Anydrophyta | \| \| Zygnematophyceae \| \| \| \| \| \| Embryophyta \| \| \| \| |
|             | \| \| Zygnematophyceae \| \| \| \| \| \| Embryophyta \| \| \| \| |
|             | Zygnematophyceae                                                 |
|             |                                                                  |
|             | Embryophyta                                                      |
|             |                                                                  |

|  | Zygnematophyceae |
|  |                  |
|  | Embryophyta      |
|  |                  |

|             | Coleochaetophyceae                                               |
|             |                                                                  |
| Anydrophyta | \| \| Zygnematophyceae \| \| \| \| \| \| Embryophyta \| \| \| \| |
|             | \| \| Zygnematophyceae \| \| \| \| \| \| Embryophyta \| \| \| \| |
|             | Zygnematophyceae                                                 |
|             |                                                                  |
|             | Embryophyta                                                      |
|             |                                                                  |

|  | Zygnematophyceae |
|  |                  |
|  | Embryophyta      |
|  |                  |